# Irkal, Manvi
Irkal là một làng thuộc tehsil Manvi, huyện Raichur, bang Karnataka, Ấn Độ.